# DARwIn-OP

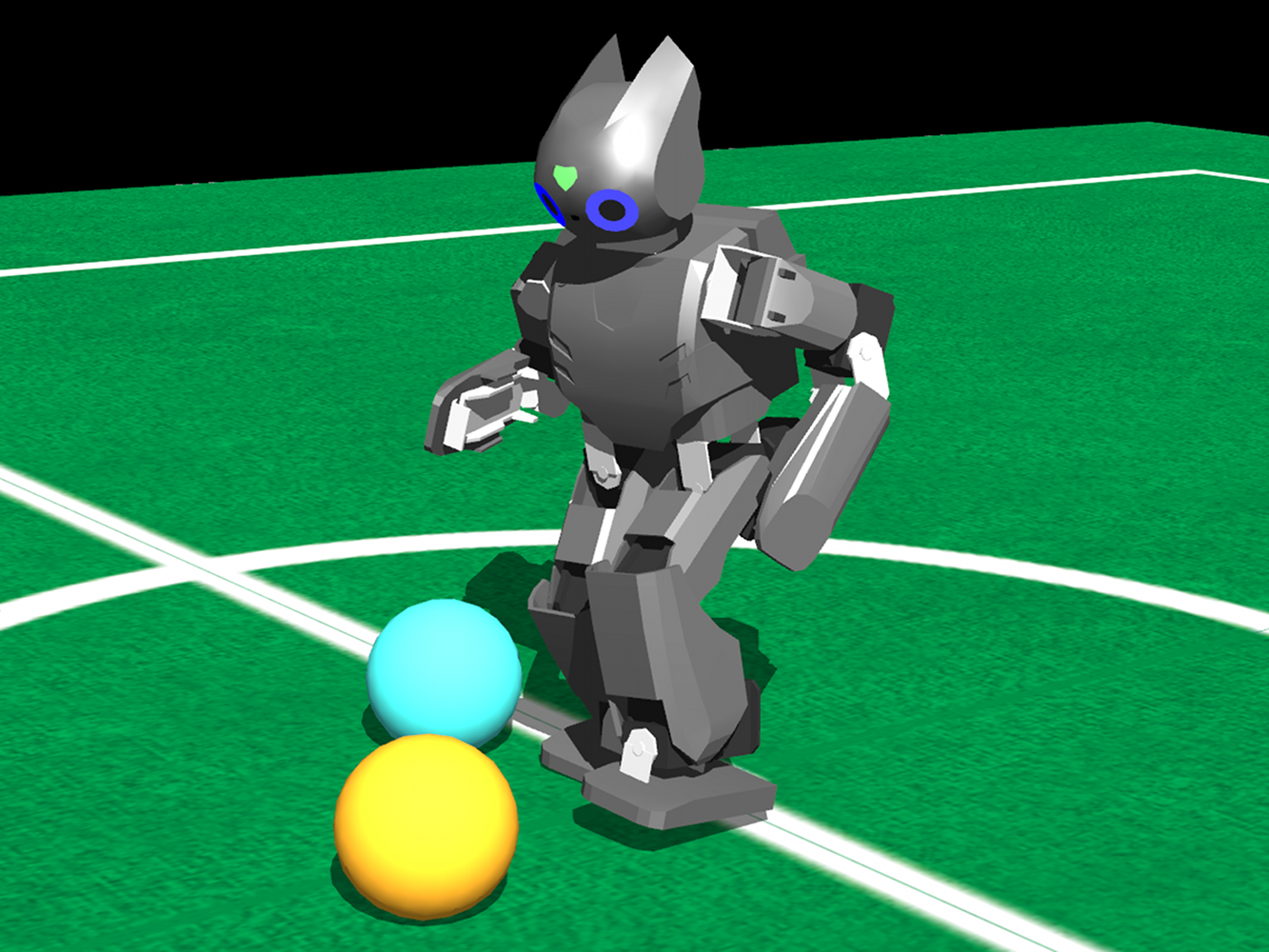
Simulation eines Darwin-Op im Simulator Webots

Der DARwIn-OP (englisch Dynamic Anthropomorphic Robot with Intelligence–Open Platform) ist eine Miniaturplattform für humanoide Roboter mit fortschrittlicher Rechengeschwindigkeit, ausgeklügelten Sensoren, hoher Nutzlastkapazität sowie dynamischer Bewegungsfähigkeit, entwickelt und hergestellt in Korea beim Roboterhersteller ROBOTIS in Zusammenarbeit mit Virginia Tech, Purdue University, und der University of Pennsylvania.
DARwIn-OPs vorwiegendes Einsatzgebiet findet sich in der Forschung und bei Programmierern in den Bereichen Humanoiden, Künstliche Intelligenz, Regelungsalgorithmen, Bildverarbeitung, Inverse Kinematik, Spracherkennung usw. 
Weiterhin wird es mit 1,2 Millionen Dollar Fördermitteln der National Science Foundation unterstützt und findet bisher an 14 verschiedenen Institutionen eine Anwendung.
Mit der DARwIn-OP wurde das Team DARwIn Gewinner der Humanoid Kid Size League beim RoboCup 2011, 2012 und 2013.

## Aufbau
Der DARwIn-OP besteht aus 20 DYNAMIXEL MX-28 hoch-performanten vernetzen Motoren, mit einem abgebremsten Drehmoment von 24kgf.cm (bei 12V, 1.5A). Der MX-28 besitzt einen kontaktlosen Absolutweggeber mit 12bit Auflösung, und 360 Grad Bewegungsfreiheit bei hoher Festigkeit. Der MX-28 sieht aus wie der RX-28, aber bei den internen Strukturen handelt es sich um ein völlig neues Produkt.

### Technische Daten
- Höhe: 454,5 mm (17,90 in)
- Gewicht: 2,9 kg (6,39 lb)
- Laufgeschwindigkeit: 24,0 cm/s (9,5 in/s), 0,25 s/Schritt (veränderbar)
- Aufstehzeit vom Boden: 2,8 s (Gesicht nach unten), 3,9 s (Gesicht nach oben) (veränderbar)
- Eingebauter PC: 1,6 GHz Intel Atom Z530 on-board, 4 GB SSD
- Management controller (CM-730): ARM CortexM3 STM32F103RE 72 MHz
- 20 MX-28 Motoren (6 DOF Bein x2 + 3 DOF Arm x2 + 2 DOF Hals) mit Metallzahnrädern
- 3 Mbit/s Hochgeschwindigkeits-Dynamixel-BUS für die Gelenkstellungen
- 3-Achsen-Gyroskop, 3-Achsen Beschleunigungssensor, 3 Knöpfe, 2 Mikrofone

## Einsatz
Dieses Modell wird vor allem im IEEE ICRA, RoboCup und FIRA eingesetzt.
Der DARwIn-OP wird unter anderem in folgenden Einrichtungen verwendet:
- RoMeLa Virginia Tech Website
- GRASP University of Pennsylvania Website
- ARTLAB Purdue University Website
- ehemals Hamburg Bit-Bots Universität Hamburg Webseite